# Дискография Enter Shikari
Enter Shikari (стилизованно ΣΠΤΣR SHΦΚΔRΦ) — британская пост-хардкор группа, образованная в 2003 году, в городе Сент-Олбанс. Стиль коллектива сочетает пост-хардкор с элементами различных электронных жанров, таких как дабстеп, транс и иногда драм-н-бейс.

## Альбомы

### Студийные альбомы
| Название                                 | Описание | Позиции в чартах | Позиции в чартах | Позиции в чартах | Позиции в чартах | Позиции в чартах | Позиции в чартах | Позиции в чартах | Позиции в чартах | Сертификации |
| Название                                 | Описание | UK               | AUS              | BEL              | DEU              | IRL              | JPN              | NDL              | US               | Сертификации |
| ---------------------------------------- | --- | ---------------- | ---------------- | ---------------- | ---------------- | ---------------- | ---------------- | ---------------- | ---------------- | ------------ |
| Take to the Skies                        | - Выпущен: 19 марта 2007 года - Лейбл: Ambush Reality - Формат: CD, CD+DVD, винил, цифровая дистрибуция                                  | 4                | —                | 89               | 93               | 26               | 31               | —                | —                | - UK: Gold   |
| Common Dreads                            | - Выпущен: 15 июня 2009 года - Лейбл: Ambush Reality - Формат: CD, CD+DVD, винил, цифровая дистрибуция                                   | 16               | 55               | 94               | 96               | —                | 77               | —                | —                | - UK: Silver |
| A Flash Flood of Colour                  | - Выпущен: 16 января 2012 года - Лейбл: Ambush Reality - Формат: CD, CD+DVD, винил, цифровая дистрибуция                                 | 4                | 32               | 42               | 23               | 69               | 81               | 74               | 67               | - UK: Silver |
| The Mindsweep                            | - Выпущен: 19 января 2015 года - Лейбл: Ambush Reality - Формат: CD, CD+DVD, винил, CD+2 DVD+LP, цифровая дистрибуция                    | 6                | 19               | 68               | 17               | 59               | 142              | 26               | 166              |              |
| The Spark                                | - Выпущен: 22 сентября 2017 года - Лейбл: Ambush Reality, PIAS Recordings - Формат: CD, CD+DVD, винил, CD+2 DVD+LP, цифровая дистрибуция |                  |                  |                  |                  |                  |                  |                  |                  |              |
| "—" означает что альбом не попал в чарт. | |                  |                  |                  |                  |                  |                  |                  |                  |              |

### Сборники
| The Zone                                 | - Выпущен: 12 ноября 2007 года - Лейбл: Ambush Reality - Формат: CD, цифровая дистрибуция        | —  | 3 |
| Tribalism                                | - Выпущен: 22 февраля 2010 года - Лейбл: Ambush Reality - Формат: CD, 2 CD, цифровая дистрибуция | 63 | 3 |
| "—" означает что альбом не попал в чарт. |                                                                                                  |    |   |

### Remix albums
| Название                    | Описание | Позиция в чарте | Позиция в чарте |
| Название                    | Описание | UK              | UK Dance        |
| --------------------------- | --- | --------------- | --------------- |
| The Mindsweep: Hospitalised | - Выпущен: 30 октября 2015 года - Лейбл: Ambush Reality, Hospital Records - Формат: CD, винил, цифровая дистрибуция | 68              | 10              |

### Lives
| Название                                                  | Описание                                                                                            | Позиция в чарте |
| Название                                                  | Описание                                                                                            | UK              |
| --------------------------------------------------------- | --------------------------------------------------------------------------------------------------- | --------------- |
| Live at Milton Keynes - Bootleg Series Volume 1           | - Выпущен: 15 июня 2009 года - Лейбл: Ambush Reality - Формат: CD                                   | —               |
| Live at Rock City - Bootleg Series Volume 2               | - Выпущен: 22 февраля 2010 года - Лейбл: Ambush Reality - Формат: CD, винил                         | —               |
| Live from Planet Earth - Bootleg Series Volume 3          | - Выпущен: 8 июля 2011 года - Лейбл: Ambush Reality - Формат: CD, CD+3 DVD, цифровая дистрибуция    | 197             |
| Live in London. W6. March 2012. - Bootleg Series Volume 4 | - Выпущен: 10 жекабря 2012 года - Лейбл: Ambush Reality - Формат: винил+2 DVD, цифровая дистрибуция | —               |
| Live in the Barrowland - Bootleg Series Volume 5          | - Выпущен: 7 декабря 2013 года - Лейбл: Ambush Reality - Формат: 2 CD+DVD                           | —               |
| Enter Shikari Live at Deezer                              | - Выпущен: 20 апреля 2016 года - Лейбл: PIAS - Формат: бесплатный доступ                            | —               |
| Live at Alexandra Palace - Bootleg Series Volume 6        | - Выпущен: 18 ноября 2016 года - Лейбл: Ambush Reality - Формат: CD, винил, цифровая дистрибуция    | 93              |

## EP
| Название                                  | Описание |
| ----------------------------------------- | --- |
| Nodding Acquaintance                      | - Выпущен: 2003 год - Лейбл: издан самостоятельно - Формат: CD                                                        |
| Sorry You're Not a Winner                 | - Выпущен: 2003 год - Label: издан самостоятельно - Формат: CD                                                        |
| Anything Can Happen in the Next Half Hour | - Выпущен: 2004 год - Лейбл: издан самостоятельно - Формат: CD, 7" винил                                              |
| Rout Remixes                              | - Выпущен: 16 января 2012 года - Лейбл: Ambush Reality - Формат: винил                                                |
| Live in London NW5 2012. EP               | - Выпущен: 18 мая 2012 года - Лейбл: Ambush Reality - Формат: цифровая дистрибуция                                    |
| Rat Race                                  | - Выпущен: 18 мая 2013 года - Лейбл: Ambush Reality (UK), Hopeless Records (US) - Формат: цифровая дистрибуция, винил |
| Covers                                    | - Выпущен: 5 декабря 2015 года - Лейбл: Ambush Reality - Формат: цифровая дистрибуция, винил                          |
| Live & Acoustic at Alexandra Palace       | - Выпущен: 1 февраля 2016 года - Лейбл: Ambush Reality - Формат: цифровая дистрибуция                                 |

## Синглы
| Год  | Название                                                     | Позиция в чарте | Позиция в чарте | Позиция в чарте | Альбом                      |
| Год  | Название                                                     | UK              | UK Rock         | UK Indie        | Альбом                      |
| ---- | ------------------------------------------------------------ | --------------- | --------------- | --------------- | --------------------------- |
| 2006 | "Mothership (Demo)"                                          | 151             | —               | —               | Non-album single            |
| 2006 | "Sorry You're Not a Winner/OK Time for Plan B"               | 114             | —               | —               | Take to the Skies           |
| 2007 | "Anything Can Happen in the Next Half Hour..."               | 27              | 1               | 1               | Take to the Skies           |
| 2007 | "Jonny Sniper"                                               | 75              | 2               | 3               | Take to the Skies           |
| 2008 | "We Can Breathe in Space, They Just Don't Want Us to Escape" | 80              | 1               | 3               | Non-album single            |
| 2009 | "Juggernauts"                                                | 28              | —               | —               | Common Dreads               |
| 2009 | "No Sleep Tonight"                                           | 63              | 2               | —               | Common Dreads               |
| 2010 | "Thumper"                                                    | —               | 7               | —               | Tribalism                   |
| 2010 | "Destabilise"                                                | 65              | 1               | —               | Non-album single            |
| 2011 | "Quelle Surprise"                                            | 113             | 5               | 15              | Non-album single            |
| 2011 | "Sssnakepit"                                                 | 62              | 1               | 11              | A Flash Flood of Colour     |
| 2011 | "Gandhi Mate, Gandhi"                                        | 112             | 3               | 10              | A Flash Flood of Colour     |
| 2012 | "Arguing with Thermometers"                                  | —               | 9               | 37              | A Flash Flood of Colour     |
| 2012 | "Warm Smiles Do Not Make You Welcome Here"                   | —               | 17              | —               | A Flash Flood of Colour     |
| 2013 | "The Paddington Frisk"                                       | 128             | —               | —               | Rat Race EP                 |
| 2013 | "Radiate"                                                    | 79              | 3               | 9               | Rat Race EP                 |
| 2013 | "Rat Race"                                                   | 77              | 2               | 10              | Rat Race EP                 |
| 2014 | "The Last Garrison"                                          | —               | 9               | 21              | The Mindsweep               |
| 2015 | "Anaesthetist"                                               | —               | 9               | 17              | The Mindsweep               |
| 2015 | "Slipshod (Urbandawn Remix)"                                 | —[A]            | —               | —               | The Mindsweep: Hospitalised |
| 2016 | "Redshift"                                                   | —               | 14              | 37              | Non-album single            |
| 2016 | "Hoodwinker"                                                 | 47              | —               | —               | вне альбома                 |

## Видеография

### DVD
- 2007 – Live at the Astoria
- 2011 – Live from Planet Earth - Bootleg Series Volume 3
- 2012 – Phenakistiscope
- 2012 – Live in London. W6. March 2012. - Bootleg Series Volume 4
- 2013 – Live in the Barrowland - Bootleg Series Volume 5
- 2015 – Live in St. Petersburg, Russia - Bootleg Series Volume 6
- 2015 – Live at Woodstock, Poland 2013 + Live at Download Festival, UK 2013